# Jardín

Bandeira de Jardín.

Localização de Jardín, no departamento de Antioquia.

Jardín é uma cidade e município da Colômbia, no departamento de Antioquia. Faz limite com os municípios Andes, Jericó e Támesis ao norte, e pelo departamento de Caldas ao sul. Dista 134 quilômetros da cidade de Medellín, a capital do departamento. Possui uma superfície de 224 quilômetros quadrados.
O município está localizado entre o rio San Juan, chamado pelos indígenas de Docató (que significa "pedras do rio") e um braço da Cordilheira Ocidental. 
A cidade é marcada por sua arquitetura colonial preservada, vegetação exuberante e rios e córregos abundantes. Entre outros, os rios que correm pelo Jardin incluem o San Juan, Claro e Dojurgo. A truta pescada nos rios locais é um prato popular na região.
As temperaturas médias diárias são de 19°C com umidade moderada.

## História
As primeiras evidências de assentamento humano na área vêm de sepulturas que provavelmente pertenceram a pessoas da etnia Chamíes e da língua Catio. Essas pessoas também eram conhecidas como "Docatoes", por causa do rio Docató, nas proximidades.
A colonização de Antioquia atingiu seu auge na década de 1860. Nessa época, um colono chamado Indalecio Peláez reivindicou enormes extensões de terra entre dois riachuelos conhecidos como Vulcões e El Salado em 1863. Em 1864, o Dr. José María Gómez Angel, um padre conhecido, e dois outros padres vieram para Jardín fugindo do General Mosquera, que na época estava em Medellín. Esses padres tiveram a ideia de criar uma aldeia independente na área e discutiram essa ideia com os primeiros colonos.
Em 1871, Jardín foi declarado freguesia. Em 1882, foi elevada à categoria de município por Luciano Restrepo, então presidente do então Estado de Antioquia.
Em 2012, o governo colombiano nomeou Jardín a Pueblo Patrimonio (cidade patrimonial) da Colômbia, tornando-o o segundo município de Antioquia a receber a distinção.